# Kovda
Kovda (rus. Ковда, fin. Koutajoki) je rijeka na jugu poluotoka Kola u Murmanskoj oblasti i Republici Kareliji, na sjeverozapadu Rusije. Duga je 233 km, s površinom porječja od 26100 km2. Kovda izvire u jezeru Topozero i teče kroz jezera Pjaozero i Kovdozero u Kandalakški zaljev.
Porječje Kovde uključuje najveća jezera na sjeveru Republike Karelije i jugu Murmanske oblasti, kao što su Topozero, Pjaozero, Tikšozero i Kovdozero.